# Municipio di Kingston
Il Municipio di Kingston (inglese: Kingston City Hall) è la sede del comune di Kingston, in Canada.
Occupa un intero isolato di fronte al lago Ontario nel centro della città; il municipio è un edificio distintivo costruito in stile neoclassico con un'importante cupola con tamburo.
Il municipio fu completato nel 1844 su progetto di George Browne, e la sua dimensione e la sua imponenza riflettono lo status di Kingston, città che all'epoca dell'inizio dei lavori era la capitale della provincia del Canada. L'edificio è ritenuto una delle opere più importanti di Browne.
L'edificio fu designato come sito storico nazionale del Canada nel 1961.